# Jang Dong-woo
Jang Dong-woo (em coreano: 장동우; hanja: 張東雨; 22 de novembro de 1990) mais conhecido como Dongwoo (em coreano: 동우), é um cantor, rapper e ator sul-coreano. Ele é o rapper principal do boy group sul-coreano INFINITE  e INFINITE H.

## Biografia
Ele foi um trainee da JYP Entertainment durante anos. Ele é um ex-colega de escola do Xiumin do EXO.Antes do debut, ele e Hoya foram um back-up dançarinos de música diferentes promoção show de Epik High's Run.
Em 15 de fevereiro de 2013 Dongwoo se formou na Daekyung University em Música Prática. Ele, juntamente com os companheiros de grupo Sunggyu, Hoya, Sungyeol e L receberam o "Proud Daekyung University Student Award".
Em 2 de setembro de 2016, foi anunciado que o pai de Dongwoo havia morrido de uma doença crônica.

## Carreira

### 2010: Debut com o INFINITE
Dongwoo estreou-se como um membro do boy group sul-coreano INFINITE em 2010. O grupo estreou oficialmente em 9 junho de 2010.

### 2012-14: atividades individuais e INFINITE H
Em setembro de 2012, Dongwoo juntamente com o colega de grupo Hoya, formaram uma sub-unit chamada INFINITE H  lançando o seu extended play intitulado Fly High no início de 2013. A sub-unit tem uma direção musical diferente e um conceito de estilo do Infinite, colocando seu foco no rap de cada membro e habilidade de performances.
Em janeiro de 2012, ele fez uma participação na música "She Is a Flirt" de Baby Soul do Lovelyz e Yoo Ji-a. No mesmo ano ele se apresentou com Sunggyu e Baby Soul no Immortal Songs 2 para a música "Woman On the Beach". Em dezembro de 2012, Dongwoo juntamente com o membro do grupo Hoya atuou como dupla de MCs para o M Countdown.
Em agosto de 2013, ele e Hoya estrelou no MV da música do duo Tasty chamada "Mamama" . A dupla contribuiu para as letras da canção.
Em novembro de 2014, ele participou no extended play de Nicole (ex-integrante do KARA) intitulado "First Romance", faixa intitulada "7-2-Misunderstanding".

### 2015–presente: atividades individuais
Em fevereiro de 2015, Dongwoo junto com o Minho do SHINee e Lizzy do After School atuaram como um MC's especiais para o Music core.
Dongwoo fez sua estréia como ator musical, no musical chamado "In The Heights". Ele desempenhou o papel de principal "Usnavi", Yang Dong-geun, Jung Won-young e Key. O musical foi produzido pela SM C&C, uma subsidiária da S.M. Entertainment e ocorreu de 4 de setembro a 22 de novembro em "Blue Square".
Em 18 de julho, ele foi um MC especial para o Music Core. Em 26 de julho de 2015, Dongwoo juntamente com o membro do grupo L, hospedou o KBS Cool FM Show KBS Kong como um convidado.
Em 2015, ele juntamente com o Baro do B1A4 foi destaque na faixa da cantora Ami intitulado Hurts Down To Bones.
Em outubro de 2016, ele sua primeira canção auto-produzida com vocais apresentados por Yoon So-yoon intitulado "Embedded In Mind". A canção era para webtoon Lookism.